# Johann Christoph Schütze

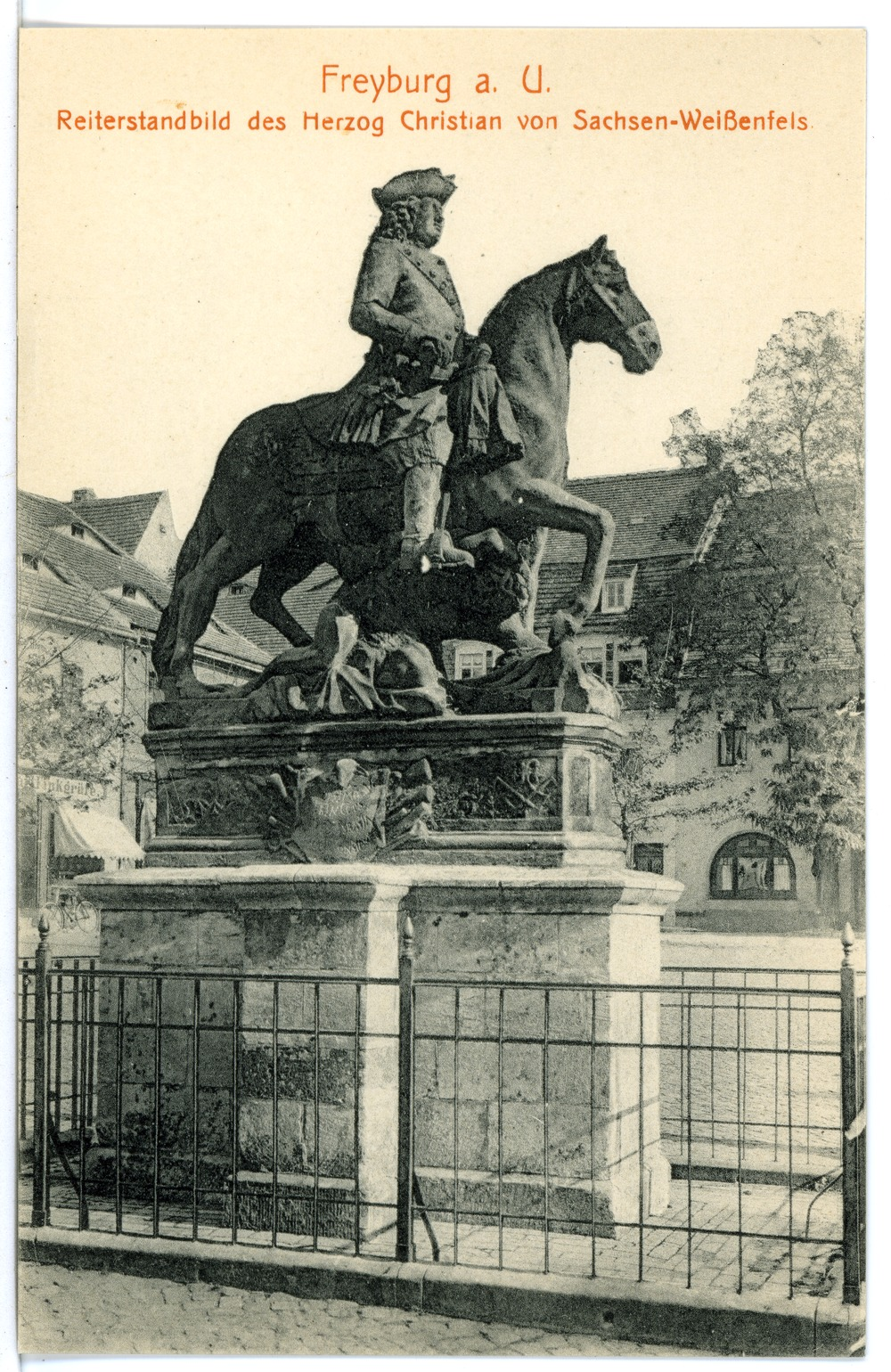
Von Schütze erschaffenes Reiterstandbild des Herzogs Christian von Sachsen-Weißenfels in Freyburg (1722, Postkarte von 1913)

Johann Christoph Schütze (* 9. September 1687 in Lauban; † 31. Mai 1765 in Weißenfels) war ein Baumeister, Bildhauer und Maler.

## Leben
Johann Christoph Schütze wurde am 9. September 1687 in Lauban im damaligen Kurfürstentum Sachsen geboren (im 21. Jahrhundert eine Stadt in der Woiwodschaft Niederschlesien in Polen).
Über seine Ausbildung gibt es bislang kaum gesicherte Erkenntnisse. Er erhielt in Jüterbog das Bürgerrecht und trat in diesem Ort auch erstmals kunsthandwerklich in Erscheinung, als er im Jahr 1711 am Altar der Mönchenkirche mitwirkte. Am 9. Mai 1712 heiratete er Christina Elisabeth König, eine Tochter des ehemaligen Pfarrers der Nachbardörfer Kaltenborn und Lindow. Anschließend wurde er vom Kurfürsten Johann Adolf II. mit dem Ausbau von Schloss Dahme beauftragt. Schütze zog nach Weißenfels und wurde dort am 25. August 1718 zum Landesbaumeister des Herzogtums Sachsen-Weißenfels ernannt.

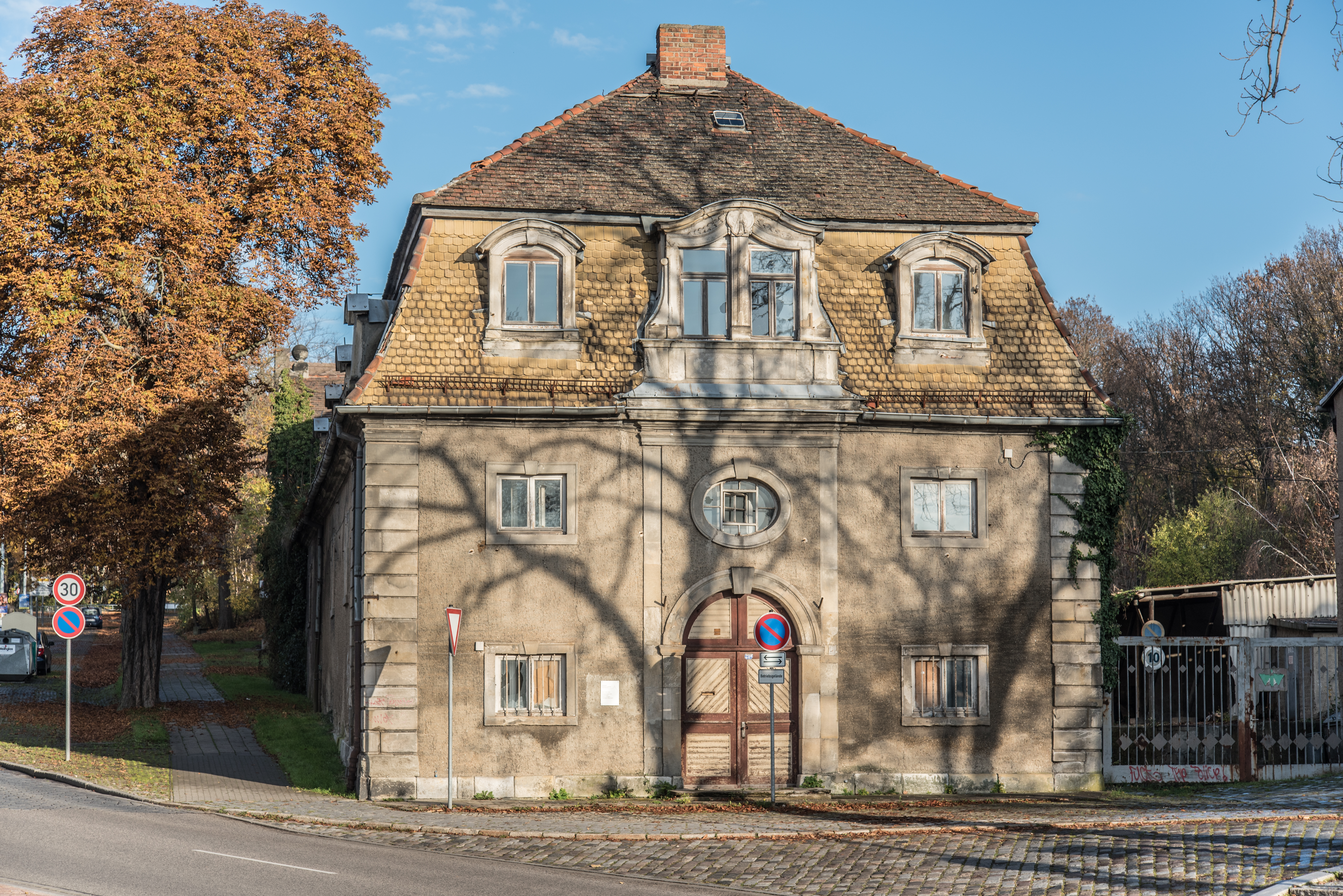
Marstall in Weißenfels (errichtet 1743/44 von Schütze, Zustand 2015)

Vermutlich auf Vermittlung von Sophia von Sachsen-Weißenfels nahm er am 25. Juli 1722 eine weitere Arbeitsstelle in Zerbst an. Dort erhielt er zahlreiche Aufträge und zog schließlich nach Zerbst um. Nachdem 1720 in Zerbst sein ältester Sohn Christian Heinrich geboren wurde, kam dort am 28. September 1722 seine Tochter Maria Catharina zur Welt, am 17. Mai 1724 eine weitere Tochter, Hedwig Friederike. 1726 musste die Familie einen schweren Schicksalsschlag hinnehmen, als die am 23. April 1726 geborene Tochter Christiane Sybille bereits nach 13 Wochen starb. Ein gutes Jahr später, am 22. Juni 1727 kam sein Sohn Johann August zur Welt. Sein Gehalt betrug in dieser Zeit 170 Taler und stieg im Jahr 1727/1728 auf 195 Taler. Schütze erwarb ein Haus in der Fuhrstraße, verkaufte dieses 1733 und kaufte ein neues Anwesen in der Breiten Straße. Ab 1738/1739 schwankte sein Gehalt zwischen 91 und 291 Taler und war damit ein Ausdruck seiner wechselnden Bautätigkeit in Zerbst und Weißenfels. 

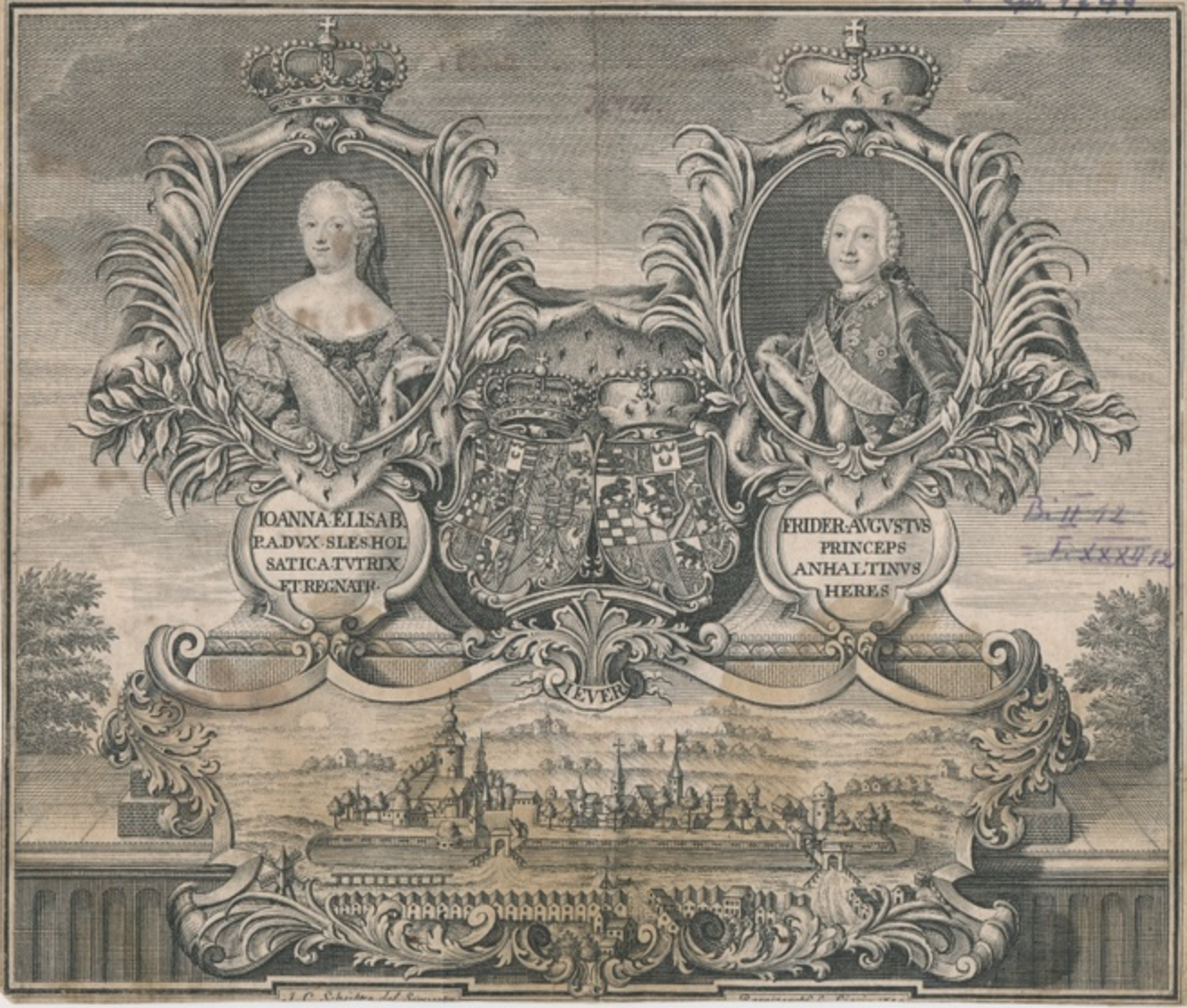
Titelkupfer des Jeverschen Gesangbuches von 1751 (entworfen von Schütze)

Seine Doppelfunktion kam jedoch nicht bei allen Beteiligten gut an: 1739 beschwerten sich die Hofbeamten in Weißenfels beim Herzog, dass Schütze zu viel Arbeitszeit in Zerbst verbringe und die örtlichen Baustellen vernachlässigen würde. Eine konkrete Auswirkung dieser Beschwerde ist nicht bekannt, allerdings wurde sein Vertrag mit dem Übergang der Herrschaft an Johann Ludwig II. und Christian August nicht weiter verlängert. Schütze führte die beauftragten Projekte zu Ende (u. a. das Feuerwerk zur Vermählung der Großfürstin Katharina bzw. die Trauerfeierlichkeiten des Fürsten Christian August und dessen Sarg) und erhielt am 17. August 1743 seine Entlassung aus den Zerbster Diensten. 
Er betätigte sich nun wieder als Landesbaumeister in Weißenfels. Mit Herzog Johann Adolf II. verlor er schon am 16. Mai 1746 einen weiteren Dienstherrn. Am 12. Oktober 1764 kam er in den Dienst des sächsischen Kurfürsten und war nun gleichermaßen königlich-polnischer und kurfürstlich-sächsischer Baumeister.
Soweit bekannt arbeitete er aber nur noch für Weißenfels und führte in Zerbst einige Projekte auf Honorarbasis aus. 
Er entwarf diverse Vorlagen für Kupferstiche, u. a. im Jahre 1751 für das Jeversches Gesangbuch mit den Porträts von Johanna Elisabeth von Holstein-Gottorf und Friedrich August von Anhalt-Zerbst, welches vom Kupferstecher Johann Martin Bernigeroth realisiert wurde.
Am 31. Mai 1765, im hohen Alter von über 77 Jahren, starb er in Weißenfels. Seine Gemahlin Christine Elisabeth überlebte ihn um sechs Jahre.
Sein ältester Sohn Christian Heinrich Schütze (1720–1772) war ebenfalls in Weißenfels ansässig und organisierte das dortige Straßenbauwesen. Der in Zerbst geborene Sohn Johann August Schütze (1727–1802) trat in die Fußstapfen des Vaters und folgte ihm beruflich als Landesbauschreiber und Bauverwalter im ehemaligen Herzogtum Weißenfels nach.

## Werke (Auswahl)

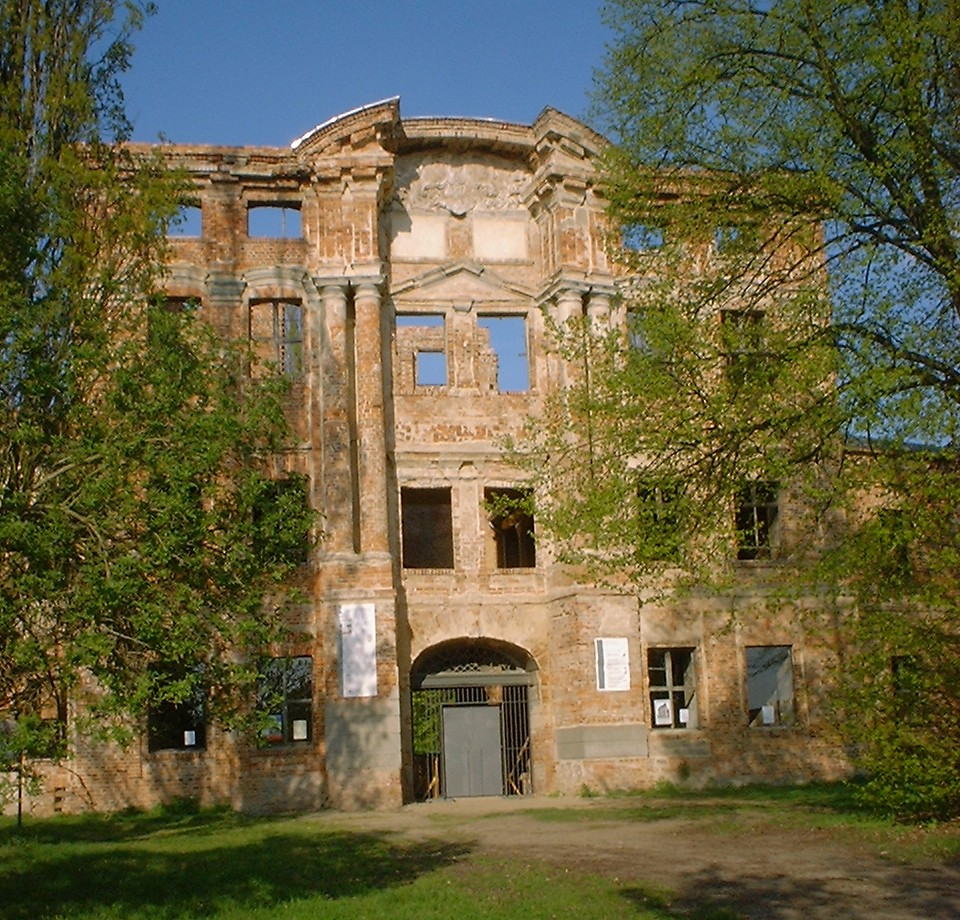
Schloss Dahme im Jahr 2006

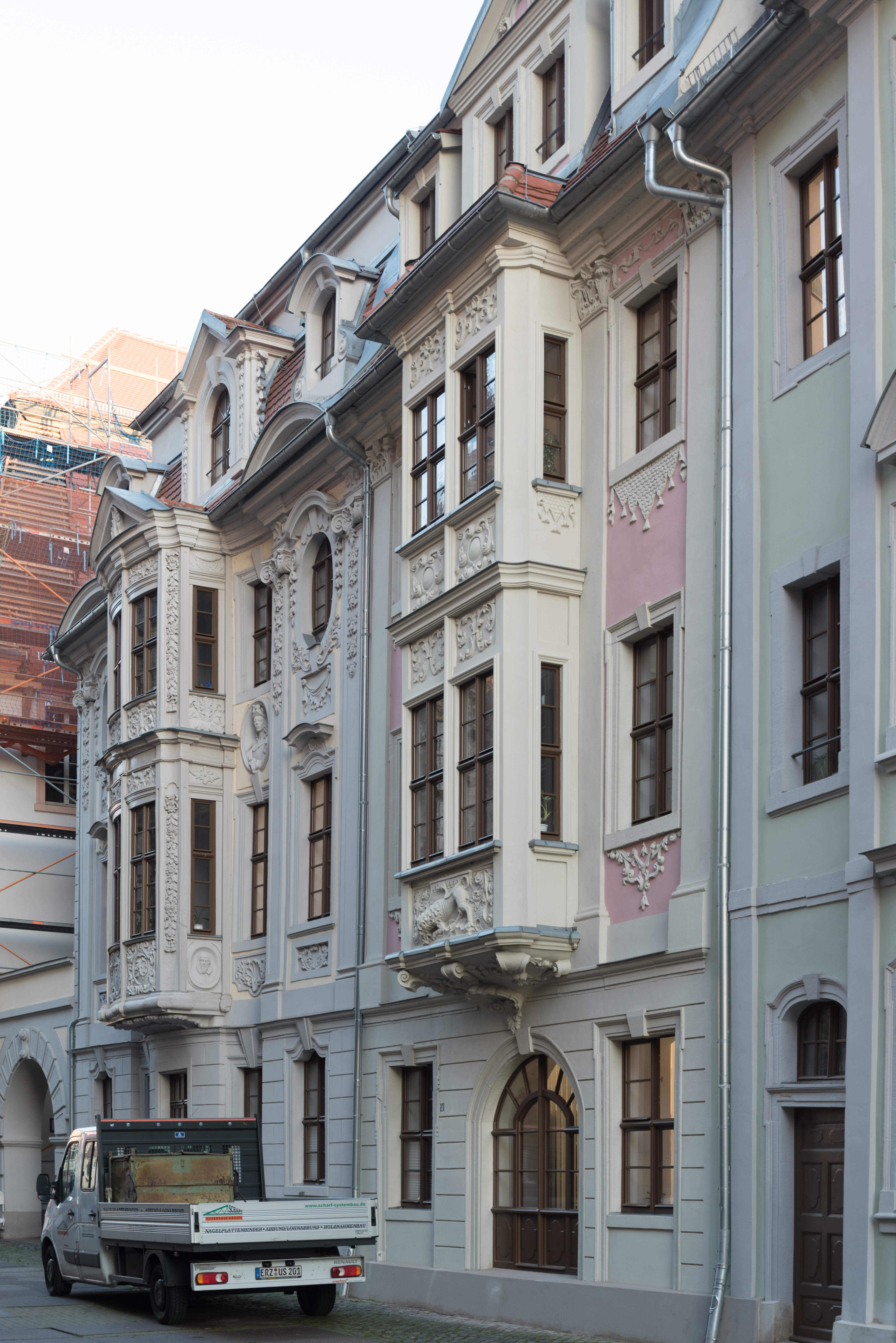
Kavaliershaus in Weißenfels

- 1711: Mitarbeit am Altarretabel in der Mönchenkirche in Jüterbog
- 1711: Altarretabel im Dom St. Marien in Fürstenwalde/Spree: Der Aufsatz wird im Dehio-Handbuch als „qualitätsvoll“ bezeichnet.
- 1711 bis 1714: Ausbau des Schlosses Dahme (gemeinsam mit dem Baumeister Elias Scholtz)
- 1715: Sarg und Dekorationen für die Trauerfeier von Kurfürst Friedrich
- 1718: Turmaufsatz der St.-Marien-Kirche in Weißenfels
- 1718 bis 1722: Rathaus Weißenfels
- 1718: Stadtschule Weißenfels
- 1719: Osttor am Schloss Neuenburg in Freyburg (Unstrut)
- 1719/1720: Kavalier- und Bürgerhäuser in Weißenfels[2]
- 1721: Erweiterungsbauten am Schloss Dahme
- 1722: Reiterstandbild des Herzogs Christian in Freyburg (1948 zerstört)
- 1722 bis 1725: Turm am Schloss Zerbst (1945 zerstört)
- 1722 bis 1727: Residenz Zerbst, Lusthaus der Herzogin, (1870 abgebrochen)
- 1722: Residenz Zerbst, Wasserbecken im „Herzogin Garten“, (1939 eingeebnet, 2009 rekonstruiert)
- 1723: Residenz Zerbst, Reithaus (erhalten)
- 1724/1725: Residenz Zerbst, Fischerhaus (1867 abgebrochen)
- 1725/1726: Residenz Zerbst, „Herzogin Garten“ (1920 eingeebnet)
- 1725 bis 1740: Umbauten am Schloss Coswig
- 1725 bis 1741: Erweiterung und Fertigstellung Lustschloss Friederikenberg (1833 abgebrochen)
- 1726 bis 1732: Erweiterungsbauten am Schloss Zerbst
- 1727: Residenz Zerbst, Gartenhaus der Herzogin (1798/1799 abgebrochen)
- 1728: Residenz Zerbst, Schlossteich
- 1728 bis 1742: Residenz Zerbst, diverse Kutschenentwürfe
- 1729 bis 1739: Schloss Dornburg
- 1728/1729: Schlossanlage Dornburg, Brauhaus auf dem Gutshof
- 1729/1730: Turm am Schloss Dahme
- 1729/1730: Schloss Zerbst, Neugestaltung von Fürstenzimmern (1945 zerstört)
- 1730/1731: Residenz Zerbst, südlicher Lustgarten (1747/1748 eingeebnet)
- 1730: Wasserbauliche Arbeiten am Teich in Badetz
- 1732: Hospitalkirche in Dahme/Mark[3]
- 1742 bis 1746: St. Bonifatius in Hundeluft[4]
- 1743/44: Marstall Weißenfels
- 1746: Entwurf für den Sarg Johann Adolfs II.